# ¡Oh Gloria Inmarcesible!
¡Oh Gloria Inmarcesible! (Slavă nemuritoare!) este titlul imnului național al Republicii Columbia.
În 1887, la Bogotá, un actor pe nume José Domingo Torres a îmbinat dragostea pentru teatru cu dragostea de țară, pentru a crea imnul național al Columbiei. A hotărât să utilizeze versurile poemului scris de președintele de atunci al țării, Rafael Núñez, în care comemora orașul Cartagena, și i-a cerut prietenului său Oreste Sindici, un profesor de operă italian, să compună muzica. De remarcat faptul că imnurile naționale din America latină toate au un suport muzical care amintește de opera italiană. Imnul a fost cântat pentru prima dată în noiembrie 1887, în sala de spectacole a școlii publice la care preda Sindici. Imnul a fost adoptat în mod oficial în 1920, iar în 1946 a fost realizată o transcripție oficială. Interpretarea imnului începe întotdeauna cu corul, apoi un vers, apoi din nou corul.
Înaintea acesutui imn se folosea imnul Marcha Libertadora.

## Versuri
| Text original            | Traducere în română     |
| ------------------------ | ----------------------- |
| ¡Oh gloria inmarcesible! | Oh glorie nepieritoare! |
| ¡Oh júbilo inmortal!     | Oh bucurie nemuritoare! |
| En surcos de dolores     | În brazde de durere     |
| el bien germina ya.      | Binele germinează deja. |

| Text original             | Traducere în română         |
| ------------------------- | --------------------------- |
| Cesó la horrible noche,   | Oprit noapte oribil         |
| la libertad sublime       | libertatea de sublim        |
| derrama las auroras       | Risipește zori              |
| de su invencible luz.     | Din lumina ei invincibil.   |
| La humanidad entera,      | întreaga umanitate,         |
| que entre cadenas gime,   | Între lanțurile care gemete |
| comprende las palabras    | Va cuvântul                 |
| del que murió en la cruz. | Care a murit pe cruce.      |

2
"Independencia"grita
El mundo americano:
Se baña en sangre de héroes
La tierra de Colón.
Pero este gran principio:
"el rey no es soberano"
Resuena, Y los que sufren
Bendicen su pasión.
3
Del Orinoco el cauce
Se colma de despojos,
De sangre y llanto
un rio Se mira allí correr.
En Bárbula no saben
Las almas ni los ojos
Si admiración o espanto
Sentir o padecer.
4
A orillas del Caribe
Hambriento un pueblo
lucha Horrores prefiriendo
A pérfida salud.
!Oh, sí¡ de Cartagena
La abnegación es mucha,
Y escombros de la muerte
desprecian su virtud.
5
De Boyacá en los campos
El genio de la gloria
Con cada espiga un héroe
invicto coronó.
Soldados sin coraza
Ganaron la victoria;
Su varonil aliento
De escudo les sirvió.
6
Bolivar cruza el ande
Que riega dos océanos
Espadas cual centellas
Fulguran en Junín.
Centauros indomables
Descienden a los llanos
Y empieza a presentirse
De la epopeya el fin.
7
La trompa victoriosa
Que en Ayacucho truena
En cada triunfo crece
Su formidable són.
En su expansivo empuje
La libertad se estrena,
Del cielo Americano
Formando un pabellón.
8
La Virgen sus cabellos
Arranca en agonía
Y de su amor viuda
Los cuelga del ciprés.
Lamenta su esperanza
Que cubre losa fría;
Pero glorioso orgullo
circunda su alba tez.
9
La Patria así se forma
Termópilas brotando;
Constelación de cíclopes
Su noche iluminó;
La flor estremecida
Mortal el viento hallando
Debajo los laureles
Seguridad buscó.
10
Mas no es completa gloria
Vencer en la batalla,
Que al brazo que combate
Lo anima la verdad.
La independencia sola
El gran clamor no acalla:
Si el sol alumbra a todos
Justicia es libertad.
11
Del hombre los derechos
Nariño predicando,
El alma de la lucha
Profético enseñó.
Ricaurte en San Mateo
En átomos volando
"Deber antes que vida",
Con llamas escribió.